# Kozárvár község
Kozárvár község (románul: Comuna Cuzdrioara) község Kolozs megyében, Romániában. Központja Kozárvár, beosztott falvai Gorbóvölgye, Kismonostorszeg.

## Fekvése
Kolozs megye északkeleti részén helyezkedik el, Kolozsvártól 60, Déstől 3 kilométer távolságra. A DN17-es főúton közelíthető meg.

## Népessége
1850-től a népesség alábbiak szerint alakult:
| Lakosok száma | 1448 | 1504 | 2073 | 2564 | 2735 | 3305 | 2861 | 2975 | 2733 | 3001 |
|               | 1850 | 1880 | 1900 | 1930 | 1941 | 1977 | 1992 | 2002 | 2011 | 2021 |

A 2011-es népszámlálás adatai alapján a község népessége 2733 fő volt, melynek 83,97%-a román, 7,61%-a roma és 4,98%-a magyar. Vallási hovatartozás szempontjából a lakosság többsége ortodox (83,17%), emellett élnek a községben reformátusok (5,12%), pünkösdisták (4,79%) és görög rítusú római katolikusok (3,11%).

## Nevezetességei
A község területéről az alábbi épületek szerepelnek a romániai műemlékek jegyzékében:
- a kozárvári Teleki-kúria (CJ-II-m-B-07586)